# McCoy Tyner Plays Ellington
| Recensione | Giudizio |
| ---------- | -------- |
| AllMusic   |          |

McCoy Tyner Plays Ellington è il sesto album del pianista jazz statunitense McCoy Tyner, pubblicato dalla casa discografica Impulse! Records nell'agosto del 1965.

## Tracce

### LP
Lato A
1. Duke's Place – 3:15 (testo: Ruth Roberts, Bill Katz, Bob Thiele – musica: Duke Ellington) – Registrato l'8 dicembre 1964 al Van Gelder Studio, Englewood Cliffs, N.J.
2. Caravan – 3:30 (musica: Duke Ellington) – Registrato l'8 dicembre 1964 al Van Gelder Studio, Englewood Cliffs, N.J.
3. Solitude – 5:06 (testo: Irving Mills, Eddie DeLange – musica: Duke Ellington) – Registrato il 7 dicembre 1964 al Van Gelder Studio, Englewood Cliffs, N.J.
4. Searchin' – 4:38 (musica: Duke Ellington) – Registrato l'8 dicembre 1964 al Van Gelder Studio, Englewood Cliffs, N.J.

Lato B
1. Mr. Gentle and Mr. Cool – 6:25 (musica: Duke Ellington) – Registrato il 7 dicembre 1964 al Van Gelder Studio, Englewood Cliffs, N.J.
2. Satin Doll – 4:10 (musica: Duke Ellington) – Registrato l'8 dicembre 1964 al Van Gelder Studio, Englewood Cliffs, N.J.
3. Gypsy Without a Song – 5:06 (testo: Irving Gordon – musica: Duke Ellington, Louis C. Singer, Juan Tizol) – Registrato il 7 dicembre 1964 al Van Gelder Studio, Englewood Cliffs, N.J.

### CD
Edizione CD del 1997, pubblicato dalla Impulse! Records (IMP 12162)
1. Duke's Place – 3:15 (testo: Ruth Roberts, Bill Katz, Bob Thiele – musica: Duke Ellington)
2. Caravan – 3:29 (musica: Duke Ellington)
3. Solitude – 5:06 (testo: Irving Mills, Eddie DeLange – musica: Duke Ellington)
4. Searchin' – 4:30 (musica: Duke Ellington)
5. Mr. Gentle and Mr. Cool – 6:25 (musica: Duke Ellington)
6. Satin Doll – 4:08 (musica: Duke Ellington)
7. Gypsy Without a Song – 4:55 (testo: Irving Gordon – musica: Duke Ellington, Louis C. Singer, Juan Tizol)
8. It Don't Mean a Thing (If It Ain't Got That Swing) – 3:59 (testo: Irving Mills – musica: Duke Ellington) – Traccia bonus - Registrato il 2 dicembre 1964 al Van Gelder Studio, Englewood Cliffs, N.J.
9. I Got It Bad (and That Ain't Good) – 5:54 (testo: Paul Francis Webster – musica: Duke Ellington) – Traccia bonus - Registrato il 2 dicembre 1964 al Van Gelder Studio, Englewood Cliffs, N.J.
10. Gypsy Without a Song (alternate take) – 6:14 (testo: Irving Gordon – musica: Duke Ellington, Louis C. Singer, Juan Tizol) – Traccia bonus - Registrato il 7 dicembre 1964 al Van Gelder Studio, Englewood Cliffs, N.J.

## Musicisti
Duke's Place / Caravan / Searchin'  / Satin Doll
- McCoy Tyner – pianoforte
- Jimmy Garrison – contrabbasso
- Elvin Jones – batteria
- Johnny Pacheco – percussioni latine
- Willie Rodriguez – percussioni latine

Solitude / Mr. Gentle and Mr. Cool / Gypsy Without a Song / It Don't Mean a Thing (If It Ain't Got That Swing) / I Got It Bad (and That Ain't Good) / Gypsy Without a Song (alternate take)
- McCoy Tyner – pianoforte
- Jimmy Garrison – contrabbasso
- Elvin Jones – batteria [3]

Note aggiuntive
- Bob Thiele – produttore
- Registrazioni effettuate il 7 e 8 dicembre 1964 al Van Gelder Studio di Englewood Cliffs, New Jersey (Stati Uniti)
- Rudy Van Gelder – ingegnere delle registrazioni
- George Gray / Viceroy – design copertina album originale
- Bob Ghiraldini – foto copertina album originale
- Victor Kalin – foto di Duke Ellington
- Victor Kalin – illustrazione interno copertina album originale
- Joe Lebow – design interno copertina album originale
- George Hoefer – note interno copertina album originale [4]